# Befehlsgeber
Technisch gesehen sind Befehlsgeber Vorrichtungen, mit denen der Mensch (der Bediener oder Operator) Einfluss auf eine Maschine oder Anlage nehmen kann. Häufig wird auch der Begriff Bedienelement verwendet.

## Varianten
Befehlsgeber gibt es in vielfertigen Ausführungen, oft als Schalter oder Taste. Alle gehören zu dem Thema „Mensch-Maschine-Schnittstelle“. Eine sinnvolle und intuitiv verständliche Anordnung der Befehlsgeber wird unter dem Stichwort Ergonomie häufig betrachtet.
Die meisten Befehlsgeber sind heute elektrisch oder elektronisch ausgeführt, weil sie in dieser Ausführung in der Regel kostengünstig sind. Es gibt aber auch andere Hilfsenergien, die hierfür benutzt werden können. So können Befehlsgeber pneumatisch, hydraulisch oder mechanisch ausgeführt sein.
Befehlsgeber kann man unabhängig von der verwendeten Hilfsenergie nach der Art der Betätigung einteilen.
- Tippbetrieb: Der zugehörige Befehl ist nur solange wirksam, wie der Befehlsgeber gedrückt (betätigt, gehalten) wird. Typisch werden hiermit Positionieraufgaben gelöst.
- Tastbetrieb: Nach dem Betätigen kehrt ein solcher Befehlsgeber mechanisch in die Ausgangsposition zurück. Der Bediener kann nur anhand von Reaktionen erkennen, ob der Befehl wirksam war. Hierfür wird häufig eine Kontrollleuchte zugeordnet. Oft wird im Zweifel wiederholt getastet.
- Schaltbetrieb
- Dauereinfluss

Befehlsgeber kann man auch einteilen nach der Art, wie der Operator den Befehlsgeber betätigt.
- von Hand
- per Fuß
- mit einem anderen Körperteil
- für Körperbehinderte gibt es Sonderkonstruktionen (z. B. fixieren die Augen eine Schaltfläche).

## Not-Aus
Die Entscheidung, eine Maschine oder Anlage möglichst schnell in einen sicheren Zustand zu bringen, muss jeder Person, die sich im gefährdeten Bereich aufhält, möglich sein. Die hierfür zuständigen Befehlsgeber müssen daher für alle erkennbar sein. Siehe Notausschalter.

## Fehlerhaftes Betätigen
Während generell die gute Erreichbarkeit gewährleistet werden soll, ergeben sich häufig Probleme, wenn Befehlsgeber leichtfertig oder ungewollt zufällig betätigt werden. Um diese Fehlbetätigungen zu verhindern, gibt es verschiedene Ansätze:
- Bei Feuermeldern und Rauchabzügen muss vor der Betätigung meist ein Abdeckglas zerstört werden, um Vandalismus zu verhindern.
- Bei unbewachten Maschinen oder Anlagen kommen Vorhängeschlösser zum Einsatz.
- Gefährliche Maschinen, wie Kettensägen, werden durch spezielle Konstruktionen vor unbeabsichtigtem Einschalten geschützt. Kettensägen besitzen beispielsweise eine Gashebelsperre. Diese wird durch einen zweiten Hebel entriegelt.
- Eine Abdeckklappe verhindert bei Tastern, dass ein Befehl mit großen Folgen zufällig oder unbeabsichtigt ausgelöst wird.